# Chrysolina fascinatrix
Chrysolina fascinatrix là một loài bọ cánh cứng trong họ Chrysomelidae. Loài này được Lopatin miêu tả khoa học năm 1998.